# Alfredo Aguilar
Alfredo Ariel Aguilar (ur. 18 lipca 1988 w San Estanislao) – paragwajski piłkarz, grający na pozycji bramkarza w klubie Sportivo Luqueño, reprezentant Paragwaju. Znalazł się w kadrze na Copa América 2015, Copa América 2019 i Copa América 2021.

## Statystyki

### Klubowe
Stan na 11 czerwca 2021
| Sezon | Klub         | Kraj     | Rozgrywki      | Mecze | Gole |
| ----- | ------------ | -------- | -------------- | ----- | ---- |
| 2013  | Club Guaraní | Paragwaj | Liga Paraguaya | 25    | 0    |
| 2014  | Club Guaraní | Paragwaj | Liga Paraguaya | 25    | 0    |
| 2015  | Club Guaraní | Paragwaj | Liga Paraguaya | 35    | 0    |
| 2016  | Club Guaraní | Paragwaj | Liga Paraguaya | 41    | 0    |
| 2017  | Club Guaraní | Paragwaj | Liga Paraguaya | 40    | 0    |
| 2018  | Club Olimpia | Paragwaj | Liga Paraguaya | 40    | 0    |
| 2019  | Club Olimpia | Paragwaj | Liga Paraguaya | 34    | 0    |
| 2020  | Club Olimpia | Paragwaj | Liga Paraguaya | 30    | 0    |
| 2021  | Club Olimpia | Paragwaj | Liga Paraguaya | 14    | 0    |